# 종합병원 (드라마)
《종합병원》은 1994년 4월 17일부터 1996년 3월 3일까지 문화방송에서 방영된 의학 드라마이며 일본 내 한국어 채널 KNTV를 통해 방송할 예정인데 탄탄한 사전 취재를 통하여 병원의 세계를 사실적으로 묘사해 전문직 드라마의 가능성을 열어놓았으나 나중에는 의사와 간호사, 의사와 의사와 짝짓기로 내용의 대부분을 채워 사랑놀음으로 변질되었다는 지적을 받았다.

## 방송 시간
| 방송 채널 | 방송 기간                          | 방송 시간                |
| --------- | ---------------------------------- | ------------------------ |
| MBC TV    | 1994년 4월 17일 ~ 1995년 10월 15일 | 매주 일요일 밤 10시 30분 |
| MBC TV    | 1995년 10월 27일 ~ 1996년 1월 12일 | 매주 금요일 밤 8시 5분   |
| MBC TV    | 1996년 1월 21일 ~ 1996년 3월 3일   | 매주 일요일 밤 10시 35분 |

## 등장 인물

### 주요 인물
- 이재룡 : 김도훈 역 - 일반외과 레지던트 1년차 → 응급의학과 레지던트 2년차
- 전광렬 : 백현일 역 - 일반외과 레지던트 1년차 → 응급의학과 레지던트 2년차
- 홍리나 : 안미현 역 - 내과 레지던트 1년차 (1~23회, 중도 하차)

### 일반외과
- 신은경 : 이정화 역 - 레지던트 1년 차 → 응급의학과 레지던트 2년차 (1~61회)
- 조경환 : 정도영 역 - 스텝 → 응급의학과 과장
- 심양홍 : 황지만 역 - 과장
- 주용만 : 강대종 역 - 레지던트 2년 차 → 치프 레지던트
- 오욱철 : 박재훈 역 - 치프 레지던트 (1회~49회)
- 박소현 : 김소영 역 - 레지던트 1년 차 → 2년차 인선병원에서 파견 됨 (25~48회)
- 손민우 : 김상욱 역 - 레지던트 1년 차 → 2년차
- 김환교 : 한만용 역 - 레지던트 2년 차 → 응급의학과 치프 레지던트 (17회~92회)
- 구본승 : 한동민 역 - 인턴 → 레지던트 1년 차(10회~42회)
- 조민기

### 내과
- 이휘향 : 김지원 역 - 스텝
- 박형준 : 최용훈 역 - 레지던트 1년 차 (1~37회)

### 일반외과병동
- 김지수 : 주경희 역 - 간호사 → 응급의학과 간호사 (1회~73회)
- 전도연 : 강순영 역 - 간호사 (1회~50회)
- 박성미 : 윤정애 역 - 간호사 → 응급의학과 수간호사
- 김소이 : 마상미 역 - 간호사 → 응급의학과 간호사
- 최란 : 박 선생 역 - 수간호사 → 간호과장

### 응급의학과
- 강남길 : 남풍천 역 - 레지던트 2년 차, 강대종의 고교 선배, 세민병원에서 파견됨 (61회에 잠깐 등장 62회부터 본격적으로 등장)
- 양정아 : 오방희 역 - 응급의학과 인턴 (51회부터 등장)
- 이숙경 : 방지현 역 - 간호사
- 조은경 : 이선녀 역 - 간호사

### 기타 과
- 이훈 : 구인태 역 - 산부인과 레지던트 2년 차 (53회~92회)
- 한성주 : 유혜린 역 - 소아과 레지던트 2년 차 (65회~92회)
- 최재영
- 유태웅 : 강만수 역 - 컨닝하다 강대종에게 걸린 의대생, 성형외과 레지던트 2년 차

### 그 외 인물
- 김민경 : 위암 환자 역
- 이도련 : 김진명 역 - 의사, 일반외과 황지만 과장의 후배, 신경정신과에서 트랜스퍼된 환자의 아버지
- 김현주 : 이유라 역 - 패션 디자이너. 직장암 환자
- 김응석 : 강호 역 - 무기수. 급성 담도염 환자
- 허윤정 : 윤민애 역 - 무기수 강호의 옛연인
- 김소희 : 이윤주 역 - 출산 휴직중인 윤정혜 대신 온 파견 간호사
- 박경순 : 오동천 역 - 협심증 환자
- 이정재 : 승주 역 - 영화감독. 어릴 때 친구이며 짝사랑한 이정화에게 고백하려고 미국에서 오지만 거절당함.
- 맹상훈 : 지현수 역 - 수술받은 환자로 병원 밖으로 나갔다가 교통사교를 당함. / 간호사 윤정혜 남편 역
- 이현경 : 의사 역
- 김일우 : 창기 역 - 의료분쟁으로 병원을 그만 두고 시골로 내려감.
- 선우용여 : 김소영의 친어머니 역
- 이희도 : 장두태 역 - 흉부외과 의사
- 박채림 : 정연우 역 - 응급의학과 과장 정도영의 딸, 자살기도로 입원
- 손건우 : 최진혁 역 - 레지던트
- 이상숙 : 강대종의 아내 역
- 김현숙 : 환자 역
- 박영지 :
- 이경아 : 정미영 역
- 미상 : 이태준 역 - 연극 배우, 갑상선암 환자
- 이대로 : 김소영의 아버지 역
- 이은철 : 사망자 유상천의 가족 역
- 이계인 : 포장마차 남자 역 - 아내의 사망에 대한 의구심으로 소송을 해서 했으나 짐. 김도훈에게 의사로서의 올바른 행동에 대한 자극을 줌
- 김서라 : 이시현 역 - 김도훈의 선배. 딸 유애린이 난소암인 것을 알게 됨
- 여운계 : 선화의 어머니 역 (69회)
- 정 후 : 안영원 역 - 백혈병 환아 (23회, 24회)
- 이인혜 : 오윤수 역 - 백혈병으로 입원한 13세 소녀 (78회)
- 우희진 : 섬처녀 역 - 보랏빛 섬의 향기 (44회, 45회)
- 정준호
- 조미령
- 정재곤
- 김지남
- 심은하
- 나경미 : 간호사 김미정 역
- 최지나 : 간호사 서은주 역
- 최미향 : 간호사 김지수 역
- 이아현
- 이종수
- 김윤정
- 박용우 : 레지던트 역
- 안재욱
- 김수현
- 윤용현
- 이민영
- 홍세은
- 장동건
- 전미선 : 난소암 환자 역

## 방송 회차별 부제

### 1994년
| 회차 | 방송일    | 부제                        | 소재                   | 참고        |
| ---- | --------- | --------------------------- | ---------------------- | ----------- |
| 1    | 4월 17일  | 첫 발자욱                   | 레지던트 시험          |             |
| 2    | 4월 24일  | 서있는 사람들               |                        |             |
| 3    | 5월 1일   | 시련 (전편)                 |                        |             |
| 4    | 5월 8일   | 시련 (후편)                 |                        |             |
| 5    | 5월 15일  | 위기의 시간                 |                        |             |
| 6    | 5월 22일  | 두 남자                     |                        |             |
| 7    | 5월 29일  | 비밀                        |                        |             |
| 8    | 6월 5일   | 도망자                      |                        |             |
| 9    | 6월 12일  | 사랑 느낌 (전편)            |                        |             |
| 10   | 6월 19일  | 사랑 느낌 (후편)            |                        | 구본승 합류 |
| 11   | 6월 26일  | 야망의 함정                 |                        |             |
| 12   | 7월 3일   | 아름다운 사람들             | 안미현 입원            |             |
| 13   | 7월 10일  | 어둠속의 빛                 | 윤혜정 출산            |             |
| 14   | 7월 17일  | 오해                        |                        |             |
| 15   | 7월 24일  | 여름특집-추억속의 여름      | 외과팀 워크샵&봉사진료 |             |
| 16   | 7월 31일  | 아버지와 아들               | 외과팀 워크샵&봉사진료 |             |
| 17   | 8월 7일   | 불꽃·生(생)                 | 직장암                 | 김환교 합류 |
| 18   | 8월 14일  | 생(生)의 저편               |                        |             |
| 19   | 8월 21일  | 슬픈 재회                   |                        |             |
| 20   | 8월 28일  | 여자가 아름다운 이유 (전편) | 유방암                 |             |
| 21   | 9월 4일   | 여자가 아름다운 이유 (후편) |                        |             |
| 22   | 9월 11일  | 먼 그대                     |                        |             |
| 23   | 9월 18일  | 약속                        | 백혈병                 | 홍리나 하차 |
| 24   | 9월 25일  | 너와 나의 약속              | 백혈병                 |             |
| 25   | 10월 2일  | 천사들의 합창               |                        | 박소현 합류 |
| 26   | 10월 9일  | 이정화 VS 김소영            |                        |             |
| 27   | 10월 16일 | 가을 소나타 (전편)          |                        |             |
| 28   | 10월 23일 | 가을 소나타 (후편)          |                        |             |
| 29   | 10월 30일 | 김소영의 비밀               |                        |             |
| 30   | 11월 6일  | 빛과 어둠의 시간 속에서     |                        |             |
| 31   | 11월 13일 | 사랑, 그 아름다운 향기      | 장기매매               |             |
| 32   | 11월 20일 | 가을날의 삽화               | 팀 체육대회            |             |
| 33   | 11월 27일 | 한줄기 빛으로 다가 와       | 갑상선암, 김도훈 입원  |             |
| 34   | 12월 4일  | 건널 수 없는 강             |                        |             |
| 35   | 12월 11일 | 갈등                        |                        |             |
| 36   | 12월 18일 | 바람에 흔들릴 때            |                        |             |
| 37   | 12월 25일 | 길없는 길                   |                        | 박형준 하차 |

### 1995년
| 회차 | 방송일    | 부제                        | 소재                              | 참고                     |
| ---- | --------- | --------------------------- | --------------------------------- | ------------------------ |
| 38   | 1월 8일   | 너의 의미                   | 섭식장애                          |                          |
| 39   | 1월 15일  | 삶, 죽음, 만남, 이별        | 김도훈 숙부 장례                  |                          |
| 40   | 1월 22일  | 최선의 의도                 | 장기기증,신장이식                 |                          |
| 41   | 2월 5일   | 겨울풍경                    | 이정화 입원                       |                          |
| 42   | 2월 12일  | 푸른 길위의 고독            |                                   | 구본승 하차              |
| 43   | 2월 19일  | 저문 들녘 깊은 강           | 치매                              |                          |
| 44   | 2월 26일  | 보라빛 섬의 향기 (전편)     | 의료봉사                          |                          |
| 45   | 3월 5일   | 보라빛 섬의 향기 (후편)     | 의료봉사                          |                          |
| 46   | 3월 12일  | 승부사                      |                                   |                          |
| 47   | 3월 19일  | 추억의 언덕을 넘어          |                                   |                          |
| 48   | 3월 26일  | 그리고 아무말도 하지 않았다 |                                   | 박소현 하차              |
| 49   | 4월 2일   | 슬픔도 힘이 된다            |                                   | 오욱철 하차              |
| 50   | 4월 9일   | 한떨기 들꽃의 사랑          | 응급의학과 신설. 외과팀 일부 이동 | 전도연 하차              |
| 51   | 4월 16일  | 잘못된 만남                 |                                   | 양정아 합류              |
| 52   | 4월 23일  | 참된 용기                   |                                   |                          |
| 53   | 4월 30일  | 그날이 오면                 |                                   | 이훈 합류                |
| 54   | 5월 7일   | 그래도 세상은 아름답다      |                                   |                          |
| 55   | 5월 14일  | 사랑의 대화                 |                                   |                          |
| 56   | 5월 21일  | 최선의 선택                 |                                   |                          |
| 57   | 5월 28일  | 상실의 계절                 |                                   |                          |
| 58   | 6월 4일   | 침묵의 노래                 |                                   |                          |
| 59   | 6월 11일  | 가슴으로 여는 세상          |                                   |                          |
| 60   | 6월 18일  | 슬픈 귀향                   |                                   |                          |
| 61   | 7월 2일   | 시작 속의 여름              |                                   | 신은경 하차, 강남길 합류 |
| 62   | 7월 9일   | 132병동의 그림자 (전편)     | 에이즈, 성전환                    | 이승채 합류              |
| 63   | 7월 16일  | 132병동의 그림자 (후편)     | 에이즈, 성전환                    |                          |
| 64   | 7월 23일  | 허공의 질주                 | 청소년 문제                       |                          |
| 65   | 7월 30일  | 날개 잃은 천사              | 입양                              | 한성주 합류              |
| 66   | 8월 6일   | 아름다운 얼굴               |                                   |                          |
| 67   | 8월 13일  | 한 여름밤 의 꿈             |                                   |                          |
| 68   | 8월 20일  | 위험한 거래                 | 신장이식                          |                          |
| 69   | 8월 27일  | 오만과 편견                 |                                   |                          |
| 70   | 9월 3일   | 생의 조건                   |                                   |                          |
| 71   | 9월 17일  | 성기능 장애에 대한 보고서   | 성기능 장애                       |                          |
| 72   | 9월 24일  | 아버지의 자리               |                                   |                          |
| 73   | 10월 1일  | 사랑 그 쓸쓸함에 대하여     |                                   | 김지수 하차              |
| 74   | 10월 8일  | 당신에게 생길 수 있는 일    |                                   |                          |
| 75   | 10월 15일 | 절망이 아닌 선택            |                                   |                          |
| 76   | 10월 27일 | 가을날의 변신               | 강대종 입원                       |                          |
| 77   | 11월 3일  | 남과 여                     |                                   |                          |
| 78   | 11월 10일 | 13살의 일기                 | 백혈병                            |                          |
| 79   | 11월 17일 | 연인이야기                  |                                   |                          |
| 80   | 11월 24일 | 지옥에서 보낸 한철          |                                   |                          |
| 81   | 12월 8일  | 보이지 않는 사랑            |                                   |                          |
| 82   | 12월 15일 | 마음의 행로                 |                                   |                          |
| 83   | 12월 22일 | 사랑한다면 이들처럼         |                                   |                          |
| 84   | 12월 29일 | 더이상 아름다운 방황은 없다 |                                   |                          |

### 1996년
| 회차 | 방송일   | 부제                      | 소재           | 참고 |
| ---- | -------- | ------------------------- | -------------- | ---- |
| 85   | 1월 5일  | 함께 있고 싶은 이유       |                |      |
| 86   | 1월 12일 | 사랑의 기쁨               |                |      |
| 87   | 1월 21일 | 이별 아닌 이별            |                |      |
| 88   | 1월 28일 | 그대 삶에 그리움이 있다면 |                |      |
| 89   | 2월 4일  | 지독한 체험               | 출산, 미혼모   |      |
| 90   | 2월 11일 | 겨울의 미소               |                |      |
| 91   | 2월 25일 | 가보지 않은 길            |                |      |
| 92   | 3월 3일  | 생명                      | 성희롱, 성폭행 |      |

## OST
| #            | 제목                               | 작사         | 작곡         | 가수         | 재생 시간 |
| ------------ | ---------------------------------- | ------------ | ------------ | ------------ | --------- |
| 1.           | 〈혼자만의 사랑 (Billy Sprague)〉  | 한경혜       | 외국곡       | 김태영       | 4:20      |
| 2.           | 〈Love Theme (Inst.)〉             |              |              |              | 4:36      |
| 3.           | 〈다시 사랑할 수 있는 날까지〉     | 김은년       | 김은년       | 이금성       | 3:28      |
| 4.           | 〈Buio In Paradiso (천국의 눈물)〉 |              |              | Anna         | 4:12      |
| 5.           | 〈혼자만의 사랑 (Inst. Piano)〉    |              |              |              | 2:15      |
| 6.           | 〈애상〉                           | 강수지       | 윤상         | 이신         | 4:36      |
| 7.           | 〈애상 (Inst.)〉                   |              |              |              | 2:24      |
| 8.           | 〈사랑할 순 없는지〉               | 박창학       | 손무현       | 차진영       | 3:35      |
| 9.           | 〈돌아갈래〉                       | 김순곤       | 손무현       | 차진영       | 3:54      |
| 총 재생 시간 | 총 재생 시간                       | 총 재생 시간 | 총 재생 시간 | 총 재생 시간 | 33:20     |

## 참고 사항
- 첫회부터 75회까지는 일요일 오후 10시 30분에 방영되어 왔으나 1995년 가을개편으로 주말 특별기획 드라마 《전쟁과 사랑》을 편성하면서 76회부터는 금요일 오후 8시 5분으로 변경됐다. 하지만 이 《전쟁과 사랑》이 여러 가지 문제로 기대에 못 미치는 성적에 내자 주말 특별기획 드라마를 폐지하면서 87회부터는 또다시 일요일 오후 10시 35분으로 옮겨졌다. 이 과정에서 시청률이 갈수록 떨어져 1996년 3월 3일(92회) 방송분을 끝으로 막을 내렸다.

- 김지수가 맡았던 주경희 역은 당초 이승연이 낙점됐으나 개인 사정으로 고사했다.[3]
- 조경환은 사업 실패 때문에 한동안 브라운관을 떠나있다가 해당 작품으로 복귀하였다.[4]
- 안미현 역을 맡은 홍리나는 기획의도와 달리 신은경과 오욱철 등이 부각되면서 극의 전체 분위기와 맞지 않는 등의 이유로 중도 하차하게 되었다.[5]
- 이정화 역을 맡았던 신은경은 과로 등 건강 악화로 연기활동을 쉬면서 1995년 7월 2일 방영분을 끝으로 하차했다.[6]
- 당초 최윤석 PD가 연출을 맡아왔으나 여러 사정 때문에 중도 하차했다.[7]
- 주경희 역으로 나온 김지수는 최윤석 PD가 케이블채널 HBS로 옮긴 뒤 처음 연출한 드라마 <작은 영웅들>에 캐스팅[8]되어 해당 드라마에서 중도하차했고 그 이후 한동안 지상파에서 공백기를 가지기도 했다.
- 1995년 9월 3일 방영분에서 '기형아는 죽는 게 더 낫다'는 등의 대화와 기형아를 출산한 산모가 동반자살을 기도하는 장면을 내보내어 방송위원회 측에서 경고 조치를 받았다.[9]

## 결방
- 1995년 1월 29일 : 특선영화 미키 루크의 《추적자》 편성으로 결방
- 1995년 6월 25일 : 6.25 특집 2부작 드라마 《칠갑산》 편성으로 결방
- 1995년 9월 10일 : 특선영화 《최후의 탈옥 상떼》 편성으로 결방
- 1995년 10월 20일 : 1995년 10월 16일부터 시행된 가을개편에 따라[10] 10월 20일부터 금요일 오후 8시에 편성될 예정이었으나 1995년 한국시리즈 5차전 중계방송으로 결방됐고 10월 27일부터 금요일 오후 8시에 방송됨
- 1995년 12월 1일 : MBC 초청 축구 평가전 〈한국 : 스웨덴〉 중계방송으로 결방
- 1996년 2월 18일 : 특선영화 《패신저 57》 편성으로 결방

## 같이 보기
- M (MBC, 1994년)
- 의가형제 (MBC, 1997년)
- 해바라기 (MBC, 1998년)
- 깁스가족 (MBC, 2000년)
- RNA (KBS, 2000년)
- 메디컬 센터 (SBS, 2001년)
- 하얀거탑 (MBC, 2007년) ※ 일본 소설을 원작으로 만든 드라마
- 외과의사 봉달희 (SBS,2007년)
- 뉴하트 (MBC, 2007년~2008년)
- 종합병원 2 (MBC,2008년)
- 제중원 (SBS, 2010년) ※ 조선 후기로 배경된 사극 드라마
- 브레인 (KBS, 2011년)
- 제3병원 (tvN, 2012년)
- 닥터 진 (MBC,2012년)
- 골든타임 (MBC,2012년)
- 굿 닥터 (KBS, 2013년)
- 메디컬 탑팀 (MBC, 2013년)
- 닥터 이방인 (SBS, 2014년)